# Hoa Thanh
Hoa Thanh (Thị xã Hòa Thành) est un district de la province de Tây Ninh dans le sud du Viêt Nam. Il est situé dans le centre de la province.